# ابن تارك الفرس
أَبُو زَيْدٍ عَبْدُ الرَّحْمَنِ بْنُ إِبْرَاهِيمَ بْنِ عِيسَى بْنِ يَحْيَى بْنِ يَزِيدَ بْنِ بُرَيْرَ المعروف بابن تارك الفرس، مولى معاوية بن أبي سفيان من أهل قرطبة، وهو جد بني أبي زيد. أحد علماء وشيوخ المالكية في الأندلس.
سمع من يحيى بن يحيى، ورحل إلى المشرق في أيام الأمير عبد الرحمن بن الحكم فأدرك ابن كنانة، وابن الماجشون، ومطرف بن عبد الله ونظرائهم من المدنيين، ولقي بمكة أبا عبد الرحمن بن يزيد المقري وروى عنه، وله من سؤاله المدنيين ثمانية كتب تعرف بثمانية أبي زيد، وكان عنده حديث كثير، والأغلب عليه الفقه، وكان مقدما في الشورى، صدرا فيمن يستفتى. روى عنه محمد بن عمر بن لبابة، وسعيد بن خمير، وسعيد بن عثمان الأعناقي، وأبو صالح، ومحمد بن سعيد بن الملون، وقاسم بن أصبغ، ومحمد بن فطيس الإلبيري، وغيرهم كثير.

## وفاته
وتوفي ابن تارك الفرس سنة 258 هـ (871 م).

### فهرس المراجع
1. 1 2 3 4 5 6 7  ابن الفرضي (1988)، ج. 1، ص. 301.

### بيانات المراجع (مُرتَّبة حسب تاريخ النشر)
- ابن الفرضي (1988)، تاريخ علماء الأندلس، تحقيق: عزت العطار، القاهرة: مكتبة الخانجي، QID:Q116997332{{استشهاد}}:  صيانة الاستشهاد: ref duplicates default (link)